# Nagacta leplaei
Nagacta leplaei är en insektsart som beskrevs av Navás 1914. Nagacta leplaei ingår i släktet Nagacta och familjen fjärilsländor. Inga underarter finns listade i Catalogue of Life.